# Viaje a la Luna
Le Voyage dans la Lune (titulada Viaje a la Luna en español) (A Trip to the Moon en inglés) es una película francesa de 1902, en blanco y negro, muda y de ciencia ficción dirigida por Georges Méliès. El guion, escrito por el director y por su hermano mayor Gaston Méliès, inspirada en una amplia variedad de fuentes entre las que destacan De la Tierra a la Luna, de Julio Verne, y Los primeros hombres en la Luna, de H. G. Wells. La película dura 14 minutos con 12 segundos si se proyecta a una velocidad de 16 fotogramas por segundo, y algo más de ocho proyectada a 25 f/s. Narra la aventura de un grupo de astrónomos que viaja a la Luna en una cápsula impulsada por cañones, explora la superficie del satélite, escapa de un grupo subterráneo de selenitas (habitantes lunares) y regresa a la Tierra con un selenita cautivo. 
La película, con un costo de 10 000 francos de la época, revolucionó el cine debido a su longitud inusual, sus lujosos valores de producción, sus efectos especiales innovadores y su énfasis en la narración de historias que influyeron notablemente en otros cineastas y, en última instancia, en el desarrollo de la película narrativa en su conjunto. El cine empezó a realizar historias ficcionadas tras su éxito, abandonando un tipo de cine más cercado al documental de los hermanos Lumiére. Para la posterioridad quedó la imagen de la cara de la Luna recibiendo el impacto de un cohete espacial disparado por una bala de cañón como uno de los planos más conocidos de la historia del cine.
La película es calificada como el primer éxito mundial en taquilla, si bien su creador no se benefició del éxito en algunos lugares como en el caso de en Estados Unidos, pero técnicos que trabajaban para Thomas Alva Edison lograron piratear las copias del filme y las distribuyeron por todo el país. Esto motivaría a Georges Méliès a hacer dos copias diferentes en sucesivas cintas. Le Voyage dans la Lune sigue siendo una película muy popular actualmente y se ha comercializado en formato doméstico, bien incluida dentro de packs o con diferentes versiones de la misma (blanco y negro, pintada a color o narrada). También se han hecho exposiciones en museos o proyecciones especiales de la película.
La crítica de cine contemporánea la reconoce como la más importante de las creaciones cinematográficas de Méliès. Es, por ello, que ha aparecido en algunas listas de las mejores películas o las más importantes de la historia del cine. Además, es, en cierto modo, el primer filme de ciencia ficción de la historia del cine. También ha sido motivo de estudio por varios historiadores del cine o analistas, además de varios documentales, incluso sobre sus restauraciones como El viaje extraordinario. 
Esto se dio por perdida, ya que el propio Méliès decidió destruirla en un ataque de ira una vez retirado de la industria cinematográfica que le había olvidado, pero luego fue redescubierta alrededor de 1930, cuando la importancia de Méliès en la historia del cine comenzó a ser reconocida por los devotos de la película y varios directores en activo. Sin embargo, no fue descubierta una copia completa hasta los años 1990. Posteriormente, una impresión original coloreada a mano fue descubierta en 1993 y restaurada completamente en 2011 tras un laborioso trabajo que fue más "una reconstrucción o resurrección que una restauración" en palabras de uno de los involucrados.

## Argumento

### Estructura narrativa

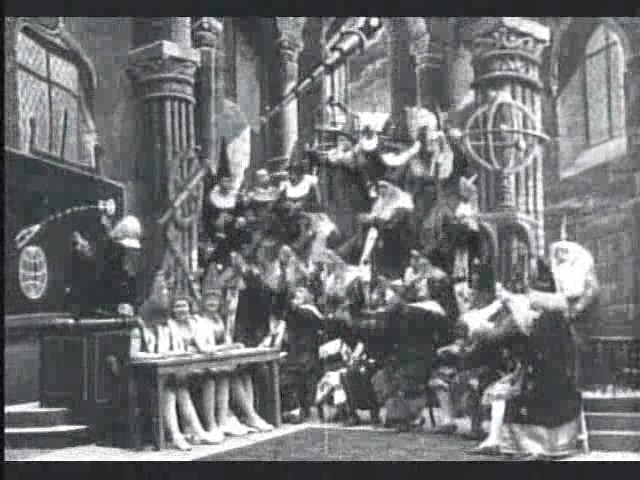
Primera secuencia: Congreso de astrónomos

La película está formada por varias escenas con plano fijo con una sola acción espacial en las que se van sucediendo una serie de trucos visuales. Ante la cámara aparecen una serie de personajes que se mueven dentro del escenario con la cámara inmóvil, incluso los escenarios los que se acercan o se alejan hacia ella. Los personajes también desfilan de un escenario a otro y se unen por fundidos o cortes directos La película carece de títulos explicativos. Por ello, la productora, Star Film, envió folletos explicativos para que los relatores explicaran lo que estaba sucediendo en las escenas.

### Resumen

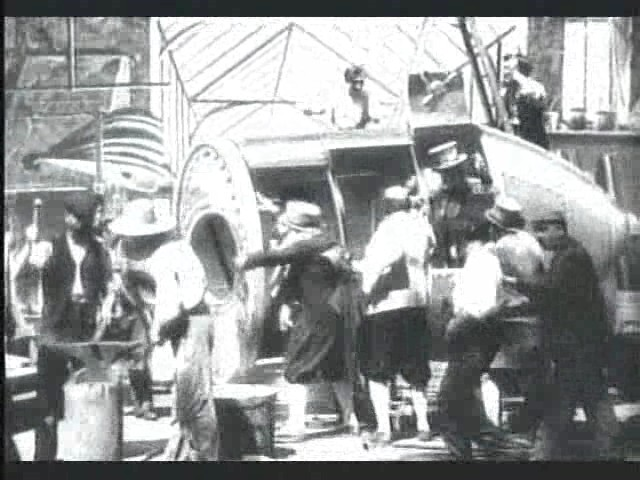
Segunda secuencia: Fabricación de la nave

La presentación ante el congreso de astrónomos...
En una sala de conferencia de científicos Incoherente, una veintena de asistentes esperan la llegada del profesor Barbenfouillis (Barbarrevuelta en castellano). Algunos de los asistentes se muestran inquietos, destaca un hombre barbudo con un abrigo color rojo anaranjado que se encuentra separado del resto de asistentes. En ese momento entra el gabinete de científicos, tras ser presentados por una auxiliar, formado por Nostradamus, Alcofrisbas, Omega, Micromegas, Parafaragaramus y un sexto miembro que viste una abrigo rojo que se posiciona en medio del hemiciclo. Tras ellos, vienen seis edecanas que sostienen un telescopio dorado cada una y le los entregan mano los miembros del gabinete y se marchan por la otra puerta. Mientras salen ellas, entra por la puerta principal Barbenfouillis vestido con un abrigo oscuro con topos dorado entre aplausos de los asistentes, menos por el hombre del abrigo rojo anaranjado que se queda sentando con los brazos cruzados.

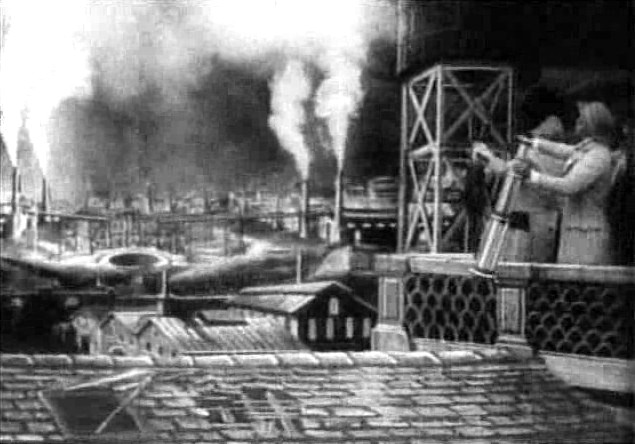
Tercera secuencia: Vista desde la azotea

Barbenfouillis ruega a los asistentes que se sienten. En ese momento, los telescopios de los miembros del gabinete se convierten en taburetes. El astrónomo explica usando la pizarra su proyecto, viajar a la luna mediante una nave propulsado por un cañón. Tanto los asistentes como el gabinete aplauden la idea a excepción del hombre del abrigo rojo anaranjado que se levanta del sitio y empieza a recriminar a Barbenfouillis. Un miembro del gabinete sujeta al hombre del abrigo rojo anaranjado mientras en increpado por los demás asistentes y Barbenfouillis le lanza papeles a la cara. El hombre del abrigo rojo anaranjado vuelve a su sitio enfadado y aparecen, de nuevo, las seis edecanas portando trajes para los seis miembros de la expedición. Tras cambiarse de ropa en la misma sala, Barbenfouillis llama al resto del grupo de la expedición para que le acompañen y salen por la puerta principal.
Preparación del viaje

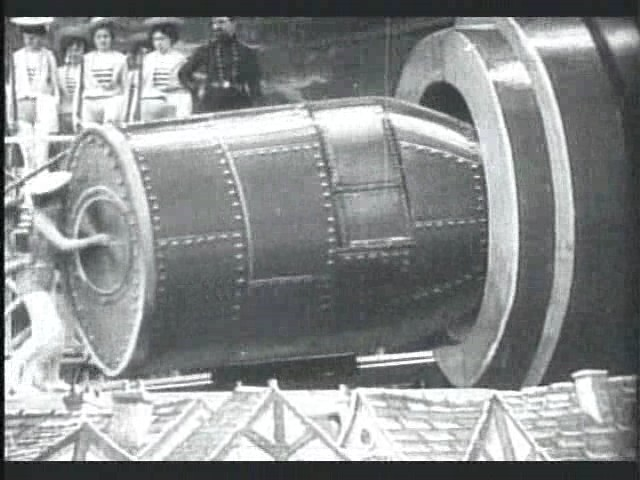
Cuarta secuencia: Embarque

Cambiamos de escenario, ahora nos encontramos en el taller donde se está construyendo el cohete. En el taller encontramos tres herreros, 4 mecánicos para la nave y un carpintero. Los seis astrónomos entran en el taller y entran dentro de la nave y observan maravillados los resultados de la misma. En un momento, Micromegas cae al suelo al chocarse con el carpintero. Tras el incidente, Barbenfouillis avisa a los científicos y se los lleva para enseñarles las vistas desde la azotea. Los científicos observan las pruebas del cohete y, a lo lejos, la ciudad (se entiende que París). En un determinado momento, una bandera blanca aparece al fondo de la imagen como muestra del inicio de las pruebas de fundición. Los científicos se pelean por tener una mejor vista del momento, uno de ellos utiliza un telescopio, y aparece una llamarada desde un hueco lo que lleva a la exaltación como muestra de que la prueba ha sido un éxito.

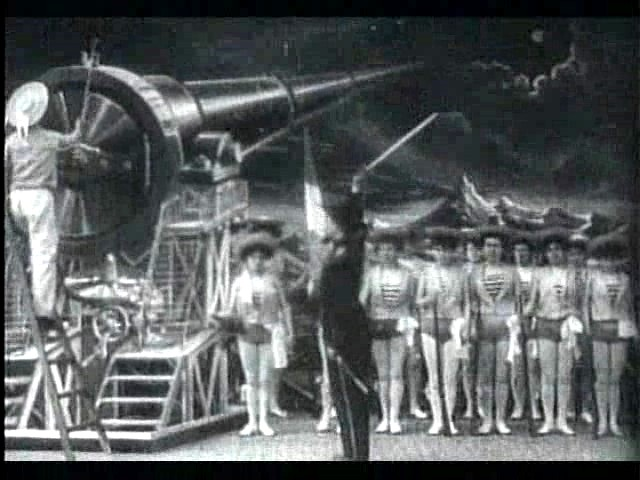
Quinta secuencia: Lanzamiento

Tiempo después se producen el embarque de la nave, un soldado comprueba el interior del propulsor, y se coloca en una plataforma rodeada de unas auxiliares vestidas de rosa. El agente mira hacia abajo y observa que los científicos están subiendo hacia la plataforma así que ordena que se preparen para el despegue. Los científicos llevan unos trajes distintos y portan, además, paraguas. Se van despidiendo a lo lejos de la multitud y de las personas que han trabajado en el proyecto. Se introducen en la nave y un grupo de auxiliares vestidas con ropa veraniega color turquesa y gorros amarillos empujan la nave hasta introducirla dentro del cañón para, posteriormente, despedir al público sosteniendo sus gorros.
Despegue y alunizaje
El guardia se encuentra en el momento del despegue, el soldado se dirige al lugar del lanzamiento y recibe el saludo del encargado de ejecutar el disparo. El soldado desenvaina el sable y hace una señal con el mismo lo que hace que todas las edecanesse acercan al lugar en donde observamos los picos de las montañas, las nubes y la luna al fondo. Tres de ellas se pondrán en primera final, las dos de los extremos portan las trompetas y, la del medio, una bandera. Mientras tanto el lanzado se ha colocado encima de una escalera a la espera de la orden de lanzamiento. Tras tocar las trompetas, las tres auxiliares se darán un paso atrás para unirse al resto y el militar hace la señal del despegue. Una vez producido una multitud de civiles se acerca al cañón para darle la despedida.
Observamos la luna de color amarillo, rodeada de nubes y el cielo oscuro, que va haciéndose más grande y distinguimos una mayor forma de cara conforme se acerca la nave a ella. La nave impacta en el ojo derecho y embarrando los alrededores con un color rojo (el mismo del color de la nave) como si fuese un pastel. Tras el imparta la luna se pone triste ya que le ha dolido el impacto de la nave. La nave aluniza encontrándose en una superficie rocosa, uno a uno los astrónomos salen de la cápsula y ven que la nave ha colisionado. Aterrizando con seguridad en el satélite, los exploradores salen de la cápsula y van observando y miran la gran distancia entre la Tierra y el territorio en el que se hallan, exhaustos por el largo viaje, estos desenrollan sus frazadas y duermen. Mientras duermen, un cometa pasa y la Osa Mayor aparece, cada estrella posee una cara humana, el viejo Saturno se inclina fuera de una ventana en su planeta anillado y Febe, diosa de la Luna, aparece sentada en un oscilación de una Luna creciente.
Aventuras dentro de la luna

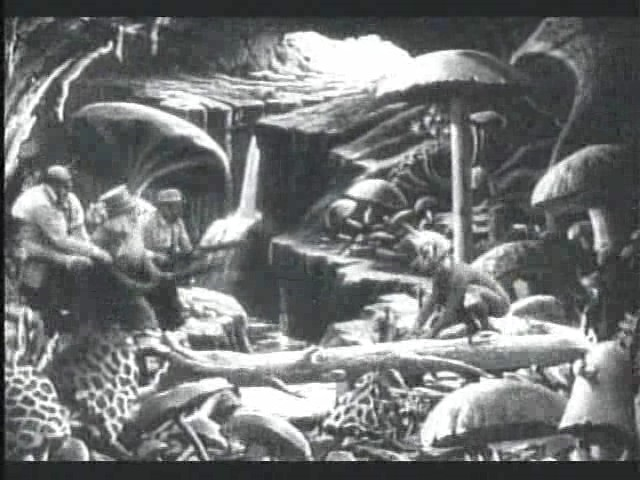
Octava secuencia: Dentro de la luna

Febe provoca una gran tormenta de nieve, que obliga a los astrónomos a buscar refugio y calor. Los protagonistas encuentran una cueva subterránea donde se pueden cobijar. Los científicos se encuentran dentro de una caverna con setas de muy diversos tamaños y tipos, lo cual hace que los científicos vayan observándolas lentamente, señalándolas y hablando sobre ellas. Barbenfouillis se aleja del resto de la expedición y les señala una seta, abre su paraguas, toma la raíz de una de ellas y se transforma en una seta gigante. Barbenfouillis, sorprendido, opta por alejarse de la seta y unirse al resto del grupo. De pronto, un selenita (habitante de la Luna) aparece, Barbenfouillis, decide asesinarle. Otro selenita, en solitario, también aparece y el jefe de la expedición opta por hacer lo mismo que con el anterior. Esto provoca la llegada de un gran número de colonos lunares que desean por lo que las dos muertes de sus compatriotas, por lo que astrónomos que se ven obligados a rendirse  

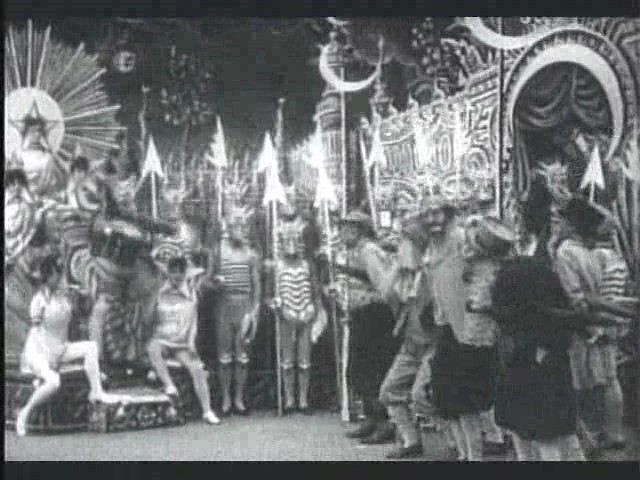
Novena secuencia: El rey de los selenitas

Los astrónomos son apresados y llevados a la fortaleza del líder de la tribu custodiados por el ejército. El líder está sentado en un trono con estrellas con forma humana como sirvientes. Éste ordena que los terrícolas entren y les juzga por los asesinatos de sus compatriotas. Los científicos, a pesar de estar maniatados, se siguen resistiendo al ejército selenita. En un instante, Barbenfouillis consigue quitarse las ataduras y asesina al líder con el paraguas. Esto provoca un revuelo y, tras conseguir los otros cinco tripulantes quitarse las ataduras escapan de la fortaleza. 

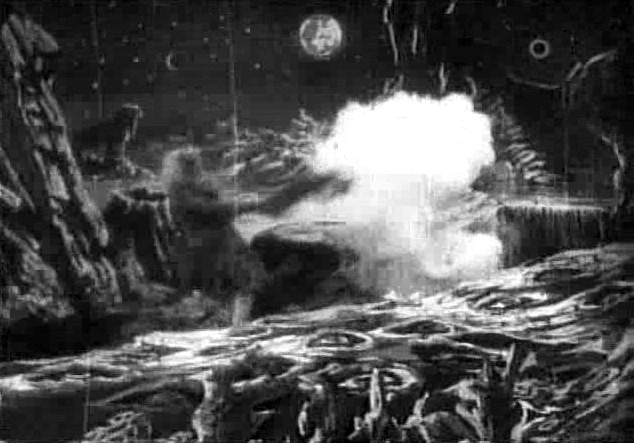
Décima secuencia: Fuga

El ejército selenita los persigue en la corteza lunar. Barbenfouillis ordena al resto de los tripulantes que sigan hacia la nave, mientras que él se queda más resguardado intentando contener al ejército selenita usando el paraguas como escudo Eso provoca la huida de los científicos y persecución por los soldados selenitas. Durante la contención, el líder de la expedición asesinará a varios selenitas. Sin embargo, el ejércitos tiene muchos soldados acaba huyendo hacia la nave.

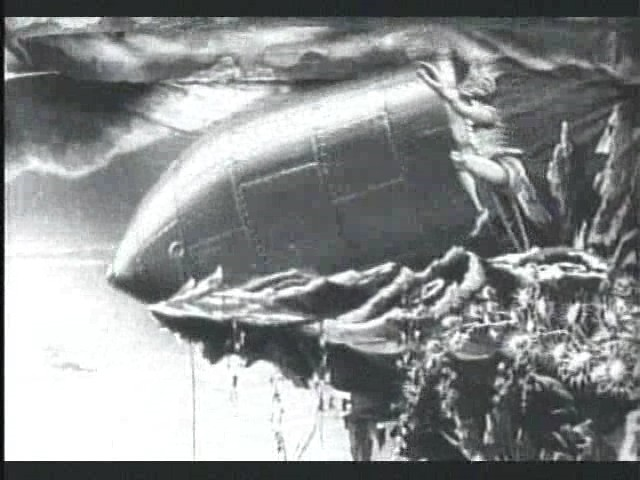
Undécima secuencia: Regreso

El resto de científicos ya han llegado a la nave pero esperan a que el líder de la expedición también lo haga. Uno de los tripulantes deja la puerta abierta y observa lo que va ocurriendo en el exterior. Barbenfouillis les dice que no va a entrar en la nave porque lo que cierran la puerta. Tras eso, el líder de la expedición salta y que se sujeta a una cuerda está unida a la nave para no caer al abismo. Uno de los selenitas, que los persigue, consigue agarrarse a la nave, mientras que el resto no son capaces de agarrarse a ello sino que la empujan. Mientras la nave se aleja, los selenitas alzan las lanzas en señal de decepción y enfado por no poder apresarlos.
Regreso a la Tierra

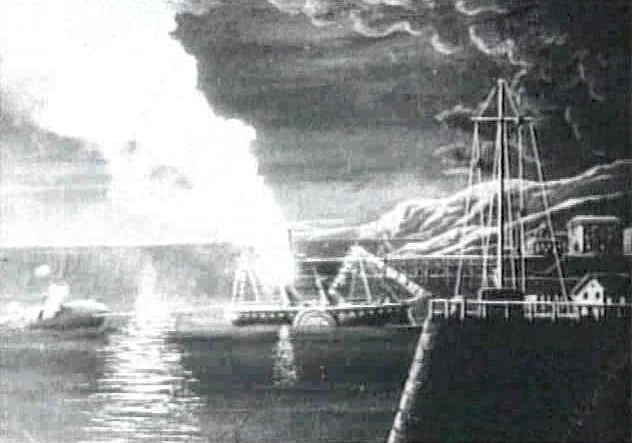
Decimoquinta secuencia: Llegada

La nave cae hacia un océano de la Tierra con Barbenfouillis y el selenita agarrados a la misma. Tras alcanzar el fondo del mar, con numerosas especies en el mismo, la cápsula flota de nuevo a la superficie. Allí la nave es remolcada por un barco de vapor que los lleva sanos y salvo al puerto. A su llegada, encontrarán un desfile en su honor con una multitud de personas esperándoles. Primero la nave es la que desfila y, posteriormente, aparecen los seis astronómos recibiendo un baño de masas. Al final del desfile, el organizador les entrega, a cada uno, una medalla con forma de luna. Más tarde aparece el selenita aparece en medio del festejo y se muestra amaestrado, sometido por una cuerda en su cuello para luego mostrar una estatua donde un astrónomo pisa la cara de la Luna con el cohete incrustado en su ojo mientras se realiza un desfile. En la estatua se encuentra el inscripción la frase latina Labor omnia vincit (El trabajo lo conquista todo) y la palabra ciencia en francés rodeada de una corona de laurel dorada.

## Reparto
Méliès tuvo problemas con la selección del reparto, ya que en aquel momento los actores teatrales no quisieron participar en el cine al entenderlo un género menor. El reparto no está acreditado ya que la inclusión de los títulos de créditos, tanto al inicio como al final, no fue desarrollado sino hasta unos años más tarde. Parte del reparto se ha descubierto gracias a historiadores a través de declaraciones del propio Méliès.
Méliès, tras idear las escenas la tarde anterior explicaba lo que iban a realizar a intérpretes y técnicos. La jornada empezaba a las 8 de la mañana cuando Méliès hablaba con los distintos intérpretes. En un principio era trabajadores del teatro Robert-Houdin, jardineros de la finca o servicio doméstico; luego contrató a trabajadores de ballet y bailarinas del Chatelet. Aunque no hubiese sonido hasta 25 años después, los actores hablan en sus películas para dar una mayor verosimilitud a la interpretación.
La interpretaciones se basan en la mímica y la expresión exagerada ya que, según el historiador Roman Gubern, "Mèliés no ha comprendido, y el cine tardará años en comprenderlo, que la lejanía de las localidades no modifica sensiblemente la percepción del espectador". Según el director Michel Hazanavicius, entre lo más destacable de las películas es que resulta evidente que el reparto está disfrutando realizando la película. El ejemplo lo pone la escena inicial, en el Congreso de científicos, donde parece que se encuentran en una fiesta de fin de año.

### George Méliès
Mélies interpreta al profesor Barbenfouillis, astrónomo que lidera la expedición lunar. El francés actuó en, al menos, 300 de sus 520 películas. Según el propio director, él se vio forzado a protagonizar sus películas porque era el único que podía comprender la dificultad de las mismas.

### Jeanne d'Alcy
D'Alcy interpreta el papel de la secretaria. Ella fue la musa y la segunda esposa de Méliès y calificada como la primera estrella del cine. La primera participación de d'Alcy en una película fue en La mansión del diablo. Méliès ya había trabajado con d'Alcy en el teatro, el director francés, puesto que su pequeño tamaño permitía utilizarla para los trucos de escamoteo, además de su encanto y vivacidad. En 1925 Méliès se casó en segundas nupcias con d'Alcy.

### Jules-Eugène Legris
Legris interpreta a líder del desfile en las dos escenas finales. Legris, amigo y compañero de Méliès, fue la "varita mágica" del teatro Robert-Houdin durante 14 años y participó en varias películas del director francés. El historiador Soudol determinó que la primera aparición de Legris fue en La mansión del diablo.

### Bleuette Bernon
Bernon interpreta a Febe, la dama en la Luna. Bernon fue descubierta por Méliès en los años 1890 cuando fue cantante en el cabaret de L'Enfer.

### Reparto secundario
Los cinco astrónomos que acompañan al profesor Barbenfouilis fueron interpretados por Victor André, Brunnet, Depierre, Farjaut y Kelm. Los nombres son Nostradamus, Alcofrisbas, Omega, Micromegas y Parafaragaramus nos indican el tono satírico de la película, ya que son parodias o nombres humorísticos relacionados con la ciencia. Henri Delannoy interpretó al capitán de la nave espacial y François Lallement al oficial de los marines.

## Producción
El 28 de diciembre de 1895, los  hermanos Lumiere organizaron una proyección en el Salón Indio del Grand Café donde se estrenó, entre otras Salida de los obreros de la fábrica o El regador regado. George Méliès fue uno de los múltiples asistentes a dicha proyección y se interesó en adquirir el cinematógrafo. Los Lumiere, como con el resto de ofertas de compra de aquella noche, la rechazaron. Ellos entendieron que no iba a tener mucho éxito en el futuro su invento. Según comentó el propió Mèliés en 1937, tuvo una charla con Antonio, padre de los hermanos Lumiere, quien le indicó que se trataba de un invento científico destinado a la medicina para estudiar los músculos y no para hacer proyecciones públicas. En futuras reuniones entre George y Antonione, el propio Lumiere le indicó que, al no ser un hombre de teatro, no había previsto otro uso.
Méliès no cesó en su empeñó y acabó por conseguir una versión beta de Robert W. Paul por 1000 francos al que añadiría mejoras, junto a su amigo Lucien Reulos, su posterior operador de cámara, y el mecánico del teatro Robert-Houdin Lucien Korsten. El parisino acomodó su teatro Robert Houdini, que adquirió en 1888, para que pudiesen proyectar sus filmaciones para la primavera de 1896. En este año llegó su mayor aportación al cine el stop trick rodando un documental en la ópera de París. Este descubrimiento  hizo que, en los años siguientes, estrenó numerosos cortos de ficción en los que creó nuevos trucos cinematográficos. Todos ellos los cristalizó en su obra más conocida, Viaje a la Luna.

### Influencias
El propio Méliès, en 1930, dijo que sus principales influencias para la película fueron las novelas De la Tierra a la Luna y, su secuela, Alrededor de la Luna. Sin embargo, sus inicios como ilusionista influyeron a la hora de que no dijese sus trucos o fuentes de inspiración al contradecir la magia. Es, por ello que, a medidos del siglo XX, historiadores cinematográficos como George Saudol, pusieron como otra influencia Los primeros hombres en la Luna de H.G. Wells, ya que se publicó una traducción francesa pocos meses antes de que Méliès hiciese la película. El propio Saudol argumenta que la parte previa al lanzamiento del cohete bebe de las novelas de Julio Verne, mientras que las aventuras de los científicos en la Luna lo hace de Wells. Esto se debe a que se acerca más al género fantástico de Wells que al aventurero de Verne. Por otro lado, Alejandro Mendoza, argumenta que Méliès se inspiró en la literatura más clásica, ya que adaptó a Goethe, Shakespeare o la Grecia clásica.
Además de las referencias literarias, varios académicos de cine sugieren que Méliès se inspiró en otros medios, entre ellas destacarían la opereta Le voyage dans la lune de Jacques Offenbach y la atracción A Trip to the Moon de la Exposición Panamericana de 1901. El historiador fílmico francés Thierry Lefebvre señala que la estructura narrativa de la película-viaje a la luna, alunizaje, encuentro con extraterrestres con malformaciones,  una excursión subterránea, la entrevista con El hombre de la luna, un brutal regreso a la realidad en la Tierra- procedente de la atracción de 1901, mientras que ciertos elementos narrativos proceden de la obra de Offenbach tales como seis astrónomos con nombres pseudocientíficos, telescopios que se convierten en bancos, una tormenta de nieve en la superficie lunar o la escena de la salida de la Tierra.

### Rodaje
Viaje a la luna la película más larga en aquel tiempo; tanto el presupuesto como duración de rodaje fueron inusualmente fastuosos, costando ₣10 000, para hacerse y tomando tres meses para el rodaje. Los camarógrafos fueron Théophile Michault y Lucien Tainguy, que trabajaron con Méliès como asalariados de la compañía de películas Star. Además de su labor como camarógrafos, los operadores de Méliès también hicieron trabajos para la compañía, tales como el desarrollo de la película y ayudando a establecer el escenario, y otro operador asalariado, François Lallement, apareció en la pantalla como el oficial de la Marina. Por el contrario, Méliès contrató a sus actores para la película, siendo personas talentosas en el mundo teatral parisiense, con quien él tenía muchas conexiones.

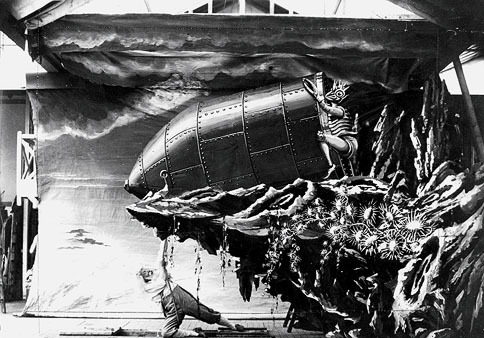
Tras cámara de la producción de la película mostrando los bordes de telón y el piso del estudio

En sus primeras películas Méliès rodaba en el exterior, sin embargo, las situaciones climatológicas que se encontró en estas películas le hicieron construir un estudio cinematográfico, el primero en la historia destinado a las películas cinematográficas. El estudio de cine de Méliès fue edificado en Montreuil, Seine-Saint-Denis en 1897; éste fue un invernadero, un edificio de 17 metros de largos por 6 de ancho (dimisiones similares al teatro Robert-Houdin) con paredes y techo de cristal para permitir más luz del sol como sea posible, un concepto utilizado por estudios fotográficos más aún desde la década de 1860 en adelante. En sus inicios era solo una nave de vidrio y fue transformándose y perfeccionándose hasta el año 1900, llegando a disponer de cristales esmerilados y corrientes con faldillas que se abrían y cerraban automáticamente para evitar que hubiese sombras en verano. En 1898, Méliès ordenó excavar un foso bajo el escenario donde se encontraban trampillas, poleas, mecanismos de elevación y descenso que permitían cambiar de escenarios o provocar las apariciones y desapariciones de los personajes. En 1899 se construyeron pasarelas de cristal con suelo metálico para que los maquinistas pudieran accionar para provocar el vuelo de los carros, ángeles, las hadas o el paso de los nadadores. Por otro lado, las escenas submarinas rodaba a los actores a través de un acuario con peces vivos en su interior. En el extremo norte se situaba un escenario al mismo nivel del suelo de madera del taller de tal forma que recibiese luz natural, ya que no sería hasta 1906 que podría utilizar la luz artificial en el estudio.  A principios de 1900, se prolongó el estudio con la construcción de un cobertizo en el lado sur, allí se encontraba una sala donde el operador podía manipular la filmación a oscuras; también permitía retrasar la cámara y ampliar el campo de filmación. Al este, junto al estudio, se encontraba una nave que se utilizaba para los trabajos de pintura y carpintería de los escenarios, también estaba el almacén donde guardar los escenarios ya utilizados para futuras representaciones. También disponía el escenario del estudio de puertas una enfrente de la otra que permitía que, cuando había una multitud de intérpretes en una escena y pudieran salir a un cortejo de guardarse siendo muy patente en el desfile de la película Juana de Arco de 1900.
A lo largo de su carrera cinematográfica, Méliès trabajó con un estricto programa de planificación de películas, exigiendo a sus trabajadores puntualidad absoluta a las 8 de la mañana. Antes del empezar la producción de las películas, Méliès preparaba las películas la tarde anterior en el teatro Robert-Houdin a través de una serie de croquis y, muy excepcionalmente, incluía algún texto o notas técnicas. Así, cuando llega al estudio para empezar a rodar la película ya está todo en su cabeza sin saber, aún sin saber el resto del equipo nada sobre la cinta. Por lo que el propio director construye los decorados y los pinta de gris. Posteriormente, comprueba que todos los accesorios, máquinas y cámara funcionen correctamente y, una vez está todo a punto, llama a los artistas y figurantes y proceden a vestirse y maquillarse. Posteriormente, como solía hacer en el teatro, Méliès explicaba la historia y se ensayaba empezando primero la parte principal y, después, las secundarias. El propio Méliès interpretaba a todos los personajes en los ensayos para explicar los gestos, las entradas y salidas y el lugar que el personaje debía ocupar en el escenario. El rodaje de la película se realizaba siempre entre las 11 de la mañana hasta las 3 de la tarde, puesto que eran las horas más brillantes del día; los actores, a pesar de no ser cine mudo, hablaban como si fuera una representación teatral para dar mayor credibilidad a la actuación, mientras Méliès utiliza un piano o metrónomo mientras actúan para darle un mayor ritmo a la cinta. Al final de la tarde, Méliès atiende el laboratorio de cine situado en El paisaje de la ópera donde realiza el revelado y montaje de las películas. Cerca del laboratorio se situaba el Théâtre Robert-Houdin, al que se dirigía después de una cena rápida para supervisar la buena marcha de la representación teatral. Por la tarde, asiste a representaciones en teatros parisinos por la tarde. En múltiples ocasiones, y siempre a partir de las 6 de tarde, Méliès quedaba con otras personas, principalmente feriantes en su oficina en El pasaje de la ópera que se situaba cerca del teatro Robert-Houdin.
Según recuerdos de Méliès, gran parte del costo inusual de "Un viaje a la luna" fue debido al accionamiento mecánico y los trajes de los habitantes lunares, que fueron hechas para la película usando cartón y lona. Méliès por sí mismo ha esculpido los prototipos para la rótula piezas en terracota, cabezas y pies y luego creó moldes de yeso para ellos; un especialista en la fabricación de la máscara utilizó estos moldes para producir versiones de cartón para los actores. Uno de los telones de fondo para la película, mostrando el interior del taller en el cual se construye la cápsula espacial, con techo de cristal, fue pintado para parecerse al Real Studio con dicho techo en el cual se hizo la película.

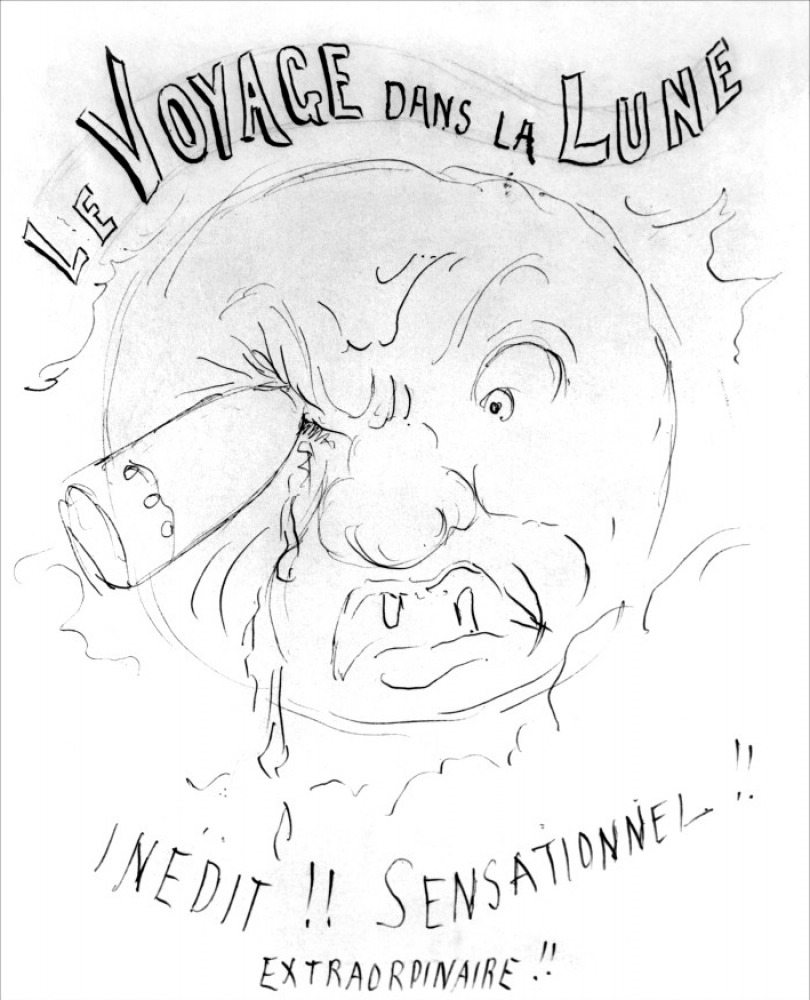
Bosquejo preliminar por Méliès para el cartel de la película

Muchos de los efectos especiales en un Viaje a la luna, como en muchas otras películas de Méliès, eran mediante la técnica del corte y salto, en el cual el operador de cámara dejaba de filmar lo suficiente para que algo en la pantalla pueda ser modificado, añadido o quitado. Méliès cuidadosamente dejó enlazados los fotogramas resultantes para crear efectos aparentemente mágicos, como la transformación de los telescopios de los astrónomos en butacas o la desaparición de los selenitas que explotan en bocanadas de humo. El uso de efectos especiales en la película dice Barbara Creed, era "presentar el viaje a la luna como pura fantasía en lugar de un evento científico".
Según el propio Méliès, la parte que más problemas le ofrecía en la realización de sus películas eran los efectos especiales. En varias ocasiones Méliès hacía uso de la cámara vertical, permitiéndole hacer planos picados sobre el escenario tumbado, lo que permitía a los personajes hacer acrobacias inverosímiles.
La secuencia en que la cápsula llega para penetrar el ojo de la luna fue lograda mediante un efecto que George Méliès había inventado el año anterior para la película del hombre con la cabeza de goma. En lugar de intentar mover su cámara pesado hacia el actor, puso una silla sobre una rampa, con el actor (cubierto hasta el cuello de terciopelo negro) en la silla, la polea de accionamiento y lo tiró hacia la cámara. Además de su viabilidad técnica, esta técnica permitió también a Méliès controlar la colocación de la cara en el marco de un mayor grado de especificidad que mueva su cámara como le sea permitida. Un empalme como sustitución permitió a la cápsula aparecer de repente en el ojo del actor que interpreta a la luna, completando el disparo.
Otra secuencia notable en la película fue el aterrizaje de la cápsula grabado en un mar de verdad, dicha caída fue editada con múltiples exposiciones delante de un fondo negro superpuesto sobre las imágenes del mar. El tiro es seguido por una visión submarina de la cápsula flotando en la superficie, creado mediante la combinación de un movimiento de recorte de cartón de la cápsula con un acuario que contiene los renacuajos y chorros de aire. El descenso del cohete desde la luna estaba cubierto de cuatro disparos, ocupando sólo unos veinte segundos de tiempo de la película.

### Coloreado
En 1897 Méliès empezó su relación profesional con Elisabeth Thuillier en la película La mansión del diablo. Thuillier, antigua colorista de cristal y productos de celuloide, un laboratorio con dos centenares de trabajadoras que pintaron con pincel sobre los negativos de la película con los colores que Thuillier eligió y especificó. Se calcula que, al menos, la 4 % de la obra fílmica de Méliès fue pintada en el estudio de Thuillier.
Según la propia Thuillier, la tarde antes ella detallaba lo que debían hacer las pintores por lo general una solo tenía un color asignado para cada uno de los trabajadores. Al tener cada pintora una color determinado, un fotograma podría necesitar hasta 10 personas para que se terminase. Estos colores no eran los que había utilizado Mèliés en el rodaje, por lo que daban una mayor sensación de fantasía a la película. Las trabajadoras cobraban 1 franco al día y una película de 300 metros costaba 1000 francos de la época y se hacían unas 60 copias por producción.
El sistema de coloreado a mano era muy costo e impreciso, es por ello que empezaron a utilizarse otros sistemas como el creado por Segundo de Chomón (que había coloreado Barba azul del propio Méliès en 1901) que permitieron de forma precisa el coloreado de la película dentro de la silueta y llegando a aplicar hasta 5 colores a la vez. El sistema, según Serge Bomberg, resultaba menos fantasiosa y exuberante que el sistema del talle de Thuillier, pero podría ser más mecánico e industrial. Este nuevo invento fue presentado a Mèliés, incluso antes del estreno de Viaje a la Luna, sin embargo, el francés lo rechazó al preferir los sistemas más artesanales. Este sistema acabó en la empresa Pathé Frerés que compró la patente con el nombre de PathéColor.

### Música
Aunque las películas Méliès eran mudas, éstas no estaban destinadas a ser mudas. Es, por ello, que se usó la figura del narrador que explicaba lo que sucede en la pantalla acompañado de efectos sonoros y música. Méliès tuvo especial interés por la música de sus películas y desarrolló composiciones originales para algunas de ellas, como El barbero de Sevilla. A pesar de ello, Méliès nunca ordenó una música específica para sus películas, sino que permitió a los exhibidores acompañar a la película con la música que viesen más apropiada. La música original de Viaje a la luna fue proyectada en el teatro Olympia de París en 1902, en una composición escrita por el propio Méliès.
En 1903, el compositor británico Erza Read compuso una pieza de piano llamada A Trip to the Moon: Comic Descriptive Fantasia, que seguía escena por escena la película de Méliès y pudo haberse usado como música para la película; es posible que fuese encargada por en propio Méliès en uno de sus habituales viajes a Reino Unido. Compositores más recientes hace desarrollo su propia música para la película como son Nicolas Godin y Jean-Benoit Dunckel d Air, Dorian Pimpernel Frederick Hodges, Robert Israel, Jeff Mills o Victor Young.

## Temática
Con su uso pionero de temas de ambición científica y descubrimiento, a Viaje a la luna a veces se la describe como la primera película de ciencia ficción. Una breve historia del cine argumenta que codificó "muchos de los elementos básicos situaciones genéricas que todavía se usan en las películas de ciencia ficción actuales ". Sin embargo, varias otras designaciones de género son posibles; El propio Méliès promocionó la película como un gran espectáculo, un término que se refiere a un tipo de espectacular espectáculo parisino popularizado por Julio Verne y Adolphe d'Ennery en la segunda mitad del siglo XIX. Richard Abel describe la película como perteneciente al género Féerie, al igual que Frank Kessler. También puede describirse simplemente como una película de truco, un término general para el género popular de películas tempranas de cortos innovadores, llenos de efectos especiales, un género que Méliès había codificado y popularizado en sus trabajos anteriores.
Un viaje a la luna es altamente satírico en tono, burlándose de la ciencia del siglo XIX exagerándola en el formato de una historia de aventuras. La película no pretende ser científicamente plausible; Las verdaderas olas en la escena del chapoteo son la única concesión al realismo. La estudiosa del cine Alison McMahan llama a Viaje a la luna uno de los primeros ejemplos de película patafísica, y dice que "pretende mostrar la falta de lógica del pensamiento lógico" con sus científicos ineptos satíricamente retratados, la cara de luna antropomórfica y las transgresiones imposibles de las leyes de la física. El historiador cinematográfico Richard Abel cree que Méliès pretendía en la película "invertir los valores jerárquicos de la sociedad francesa moderna y mantenerlos en ridículo en un motín de carnavalesco". Del mismo modo, el erudito literario y cinematográfico Edward Wagenknecht describió la película como una obra "satirizando las pretensiones de los profesores y las sociedades científicas, a la vez que apela al sentido de asombro del hombre frente a un universo inexplorado".
También hay una fuerte vena antiimperialista en la sátira de la película El estudioso del cine Matthew Solomon señala que la última parte de la película (la secuencia del desfile y la conmemoración que faltan en algunas impresiones) es especialmente contundente a este respecto. Argumenta que Méliès, que anteriormente había trabajado como dibujante político antibalangista, se burla de la dominación imperialista en la película al presentar a sus conquistadores coloniales como pedantes torpes que atacan sin piedad las formas de vida alienígenas que encuentran y regresan con un cautivo maltratado en medio de fanfarrias de autocontrol. felicidades La estatua de Barbenfouillis que se muestra en la toma final de la película incluso se parece a los pomposos e intimidantes colonialistas en las caricaturas políticas de Méliès. La estudiosa del cine Elizabeth Ezra está de acuerdo en que "Méliès se burla de las pretensiones de los relatos colonialistas de la conquista de una cultura por otra", y agrega que "su película también tematiza la diferenciación social en el frente de la casa, ya que se muestran los patrones jerárquicos en la luna tienen un curioso parecido con los de la tierra ". Por su parte, el director Costa-Gavras, ve similitudes entre la conquista de la Luna con la conquista de África en donde los terrícolas al llegar optan por destruirlos a su llegada.

## Estilo
El estilo de la película, como el de la mayoría de las otras películas de Méliès, es deliberadamente teatral. Aunque Henri Langlois lo diferencia del teatro porque el teatro se basa en la palabra que aquí es silenciada por no haberse inventado el cine sonoro. El escenario está altamente estilizado, recordando las tradiciones del escenario del siglo XIX, y está filmado por una cámara fija, colocada para evocar la perspectiva de un miembro de la audiencia sentado en un teatro. Esta elección estilística fue una de las primeras y mayores innovaciones de Méliès en donde los espectadores sienten que están en la platea perfectamente centrados. Si bien, el director Michel Hazanavicius compara el estilo visual de la película con el de un lienzo en movimiento por sus paisajes escarpados o su tono cartón piedra con un tono naif. Paolo Cherchi ve un claro estilo barroco porque hay miedo al vacío en esta cinta como en las demás películas de Méliès de tal forma que llena el escenario con el mayor número de escenarios posibles.
Aunque inicialmente había seguido la tendencia popular de la época al hacer principalmente películas de actualidad (películas documentales cortas de la "vida" que capturan escenas y eventos reales para la cámara), en sus primeros años de filmación, Méliès se mudó gradualmente a lo mucho menos común género de películas narrativas ficticias, que llamó sus scènes composées o "escenas arregladas artificialmente". El nuevo género estuvo ampliamente influenciado por la experiencia de Méliès en teatro y magia, especialmente su familiaridad con la popular tradición francesa de teatro, conocida por su tramas de fantasía y efectos visuales espectaculares, que incluyen espléndidos paisajes y efectos escénicos trabajados mecánicamente. Langlois comentó que, a partir de esta película, Méliès alcanza la perfección decoración, el ritmo, movimiento y elocuencia. En un anuncio, describió con orgullo la diferencia entre sus películas innovadoras y las realidades que todavía hacen sus contemporáneos: "estas películas fantásticas y artísticas reproducen escenas escénicas y crean un nuevo género completamente diferente de las vistas cinematográficas ordinarias de personas reales y calles reales".
Debido a que Viaje a la luna precedió al desarrollo de la edición narrativa de cine por cineastas como Edwin S. Porter y D.W. Griffith, no utiliza el vocabulario cinematográfico al que las audiencias estadounidense y europea se acostumbraron más tarde, un vocabulario basado en el uso intencional de técnicas como ángulos de cámara variados, intercalados, yuxtaposiciones de tomas y otras ideas cinematográficas. Más bien, cada configuración de cámara en la película de Méliès está diseñada como una escena dramática distinta, ininterrumpida por la edición visible, un enfoque que se ajusta al estilo teatral en el que se diseñó la película. Si bien, Méliès hace uso en Viaje a la luna y otras películas del primer plano pero siempre como un elemento de trucaje y de agrandar objetos sin hacer uso de un lenguaje cinematográfico.
Del mismo modo, los estudiosos del cine han señalado que el momento más famoso de Viaje a la luna juega con la continuidad temporal al mostrar un evento dos veces: primero se muestra la cápsula apareciendo de repente en el ojo de una luna antropomórfica; luego, en una toma mucho más cercana, el aterrizaje ocurre de manera muy diferente y mucho más realista, con la cápsula cayendo en picada en terreno lunar creíble. Este tipo de narración no lineal, en la que el tiempo y el espacio son tratados como repetibles y flexibles en lugar de lineales y causales, es muy poco convencional según los estándares de Griffith y sus seguidores; sin embargo, antes del desarrollo de la edición de continuidad, otros cineastas realizaron experimentos similares con el tiempo. (Porter, por ejemplo, utilizó la discontinuidad temporal y la repetición ampliamente en su película de 1903 La vida de un bombero estadounidense). Más tarde en el siglo XX, con el desarrollo de la repetición instantánea de la televisión deportiva, la repetición temporal volvió a ser familiar dispositivo para proyectar audiencias.
Debido a que Méliès no utiliza un vocabulario cinematográfico moderno, algunos estudiosos del cine han creado otros marcos de pensamiento con los que evaluar sus películas. Por ejemplo, algunos académicos recientes, aunque no necesariamente niegan la influencia de Méliès en el cine, han argumentado que sus obras se entienden mejor como creaciones teatrales espectaculares enraizadas en la tradición teatral del siglo XIX de la féerie. Es, por ello, que directores como Michel Hazanavicius, Costa-Gavras o  Jean-Pierre Jeunet lo valoran como poesía que muestra las ilusiones, deseos y diversiones de la sociedad de principios del siglo XX.
Del mismo modo, Tom Gunning ha argumentado que culpar a Méliès por no inventar un estilo de narración más íntimo y cinematográfico es malinterpretar el propósito de sus películas; Desde el punto de vista de Gunning, la primera década de la historia del cine puede considerarse un "cine de atracciones", en el que los cineastas experimentaron con un estilo de presentación basado en el espectáculo y la dirección directa en lugar de una edición compleja. Aunque el estilo de atracción del cine disminuyó en popularidad a favor de un enfoque más integrado de "película de cuentos", sigue siendo un componente importante de ciertos tipos de cine, incluidas las películas de ciencia ficción, los musicales y las películas de vanguardia. Por otro parte, Paolo Cherchi expone que Méliès pone la cámara fija en el suelo, a pesar de que ya se habían rodado películas con la cámara en movimiento porque es el punto de vista de un espectador pasivo ante la experiencia visual siendo fiel a la filosofía estética del director.

## Estreno
Méliès, que había comenzado Viaje a la luna en mayo de 1902, terminó la película en agosto de ese año y comenzó a vender impresiones a distribuidores franceses en el mismo mes. De septiembre a diciembre de 1902, una impresión coloreada a mano de Un viaje a la luna se proyectó en el Théâtre Robert-Houdin de Méliès en París. La película fue exhibida después de las actuaciones matutinas del sábado y jueves por Jules-Eugène Legris. Méliès vendió impresiones en blanco y negro y en color de la película a través de su Star Film Company, donde se le asignó el número de catálogo 399–411 y se le dio el subtítulo descriptivo Pièce à grand spectacle en 30 planos. En Francia, las impresiones en blanco y negro se vendieron por ₣ 560, y las impresiones coloreadas a mano por ₣ 1,000. Méliès también vendió la película indirectamente a través de la Warwick Trading Company de Charles Urban en Londres.
Muchas circunstancias que rodean la película, incluido su presupuesto, duración y tiempo de producción inusuales, así como sus similitudes con la atracción de Nueva York de 1901, indican que Méliès estaba especialmente interesado en estrenar la película en los Estados Unidos. Debido a la piratería cinematográfica desenfrenada, Méliès nunca recibió la mayor parte de las ganancias de la popular película. Una fuente informa que Méliès vendió una impresión de la película al fotógrafo de París Charles Gerschel para su uso en un teatro de Argel, bajo la estricta estipulación de que la impresión solo se muestre en Argelia. Gerschel vendió la impresión, y varias otras películas de Méliès, al empleado de Edison Manufacturing Company, Alfred C. Abadie, quien las envió directamente a los laboratorios de Edison para ser duplicadas y vendidas por Vitagraph. Copias de la impresión se extendieron a otras firmas, y en 1904 Siegmund Lubin, la Selig Polyscope Company y Edison estaban redistribuyéndola. La impresión de Edison de la película incluso se ofreció en una versión coloreada a mano disponible a un precio más alto, tal como lo había hecho Méliès. Méliès fue a menudo sin acreditar por completo; Durante los primeros seis meses de distribución de la película, el único expositor estadounidense que acreditó a Méliès en los anuncios de la película fue Thomas Lincoln Tally, quien eligió la película como la presentación inaugural de su Teatro Eléctrico.
Méliès se encontró ante dos probemas con el pirateo, por un lado no existe todavía unos derechos de autor y propiedad intelectual en el mercado cinematográfico y, por otro, él también había hecho uso del pirateo con el sistema de perforación de películas que había inventado Edison. Por ello, para combatir el problema de la piratería cinematográfica que se hizo evidente durante el lanzamiento de Viaje a la luna, Méliès abrió una sucursal estadounidense de Star Film Company, dirigida por su hermano Gaston Méliès, en Nueva York en 1903. La oficina fue diseñada vender las películas de Méliès directamente y protegerlas registrándolas bajo los derechos de autor de los Estados Unidos.  La introducción a la edición en inglés del catálogo de Star Film Company anunció: "Al abrir una fábrica y una oficina en Nueva York, estamos preparados y decididos enérgicamente para perseguir a todos los falsificadores y piratas. ¡No hablaremos dos veces, actuaremos!"
Además de la apertura de la sucursal estadounidense, se realizaron varios acuerdos comerciales con otras compañías cinematográficas, incluidas American Mutoscope y Biograph, Warwick Trading Company, Charles Urban Trading Co., el estudio de Robert W. Paul y Gaumont. En estas negociaciones, se estandarizó un precio de venta de impresión de US $ 0,15 por pie en todo el mercado estadounidense, lo que resultó útil para Méliès. Sin embargo, las estandarizaciones de precios posteriores por la Motion Picture Patents Company en 1908 aceleraron la ruina financiera de Méliès, ya que sus películas eran prácticamente costosas bajo los nuevos estándares. Además, en los años posteriores a 1908 sus películas sufrieron las modas de la época, ya que las fantásticas películas mágicas que hizo ya no estaban de moda. Sin embargo, Méliès no llegó a la ruina hasta 1923 tras la prohibición de comedias tras la Primera Guerra Mundial por lo que tuvo que vender su estudio cinematográfico para paliar deudas.
Otro de los problemas que se encontró en Estados Unidos fue el relacionado con las aduanas, como estaba la ley de papentes vigente no podían acceder a Estados Unidos la película. Su solución fue la de lo rodar la misma películas con dos cámaras, de tal forma que una copia se quedaba en Francia y, la otra, fue a Estados Unidos donde Gastón Méliès, hermano de George, se encargaba de terminarla en el laboratorio. Este sistema, con los años, no pudo hacerse ya que Thomas Edison les impedía estrenar esas cintas porque que Gastón empezó a rodar westerns con el nombre de G. Méliès, haciendo creer que eran películas de su hermano George. Tal fue así que Orson Welles homenajeó a George Méliès en la película The Magnificent Ambersons (1942) con un cartel de una cinta de su hermano, creyendo que era del mago parisino.

## Cultura popular

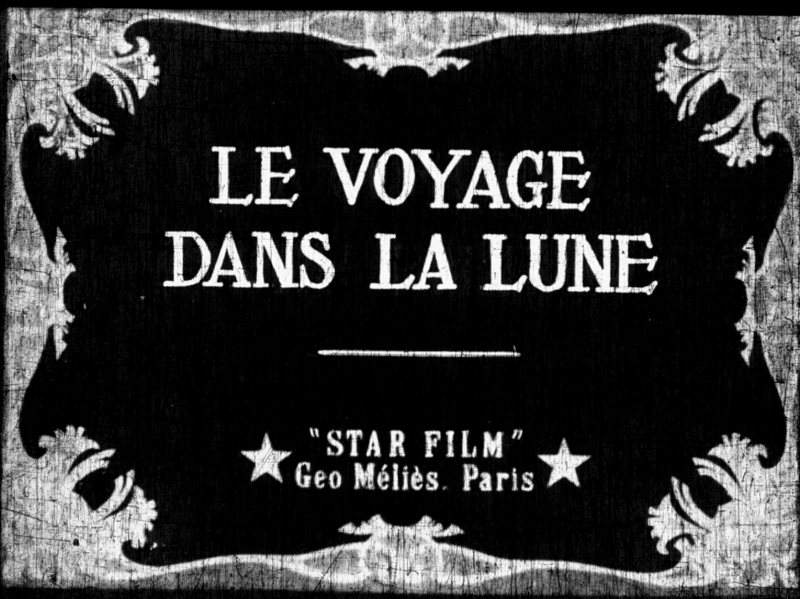
Tarjeta de presentación de Le Voyage dans la Lune

Inspirándose en Mélies, Segundo de Chomón lanzó al cine su filme Excursión a la Luna, muy pocos años después. Si bien esta película, producida por la Pathé, reproduce plano a plano la obra de Méliés no es considerada como plagio, puesto que ese concepto todavía no existía en el mundo del cine. La Pathè contrató a Chomón para competir y hundir a Méliès en su propio terreno, por lo que tomarán obras del propio director francés, no solo Viaje a la Luna; sino también con El melómano, El hombre orquesta, El diablo negro o Equilibrio imposible. El propio Segundo escribió a su hermano "no es ya que esté obligado a realizar burdas copias de cuanto hace Méliès es que Pathé está poniendo todos los medios de los que dispone. Están destruyendo a un gran hombre, el único genio en medio de esta jauría de lobos hambrientos de dinero".

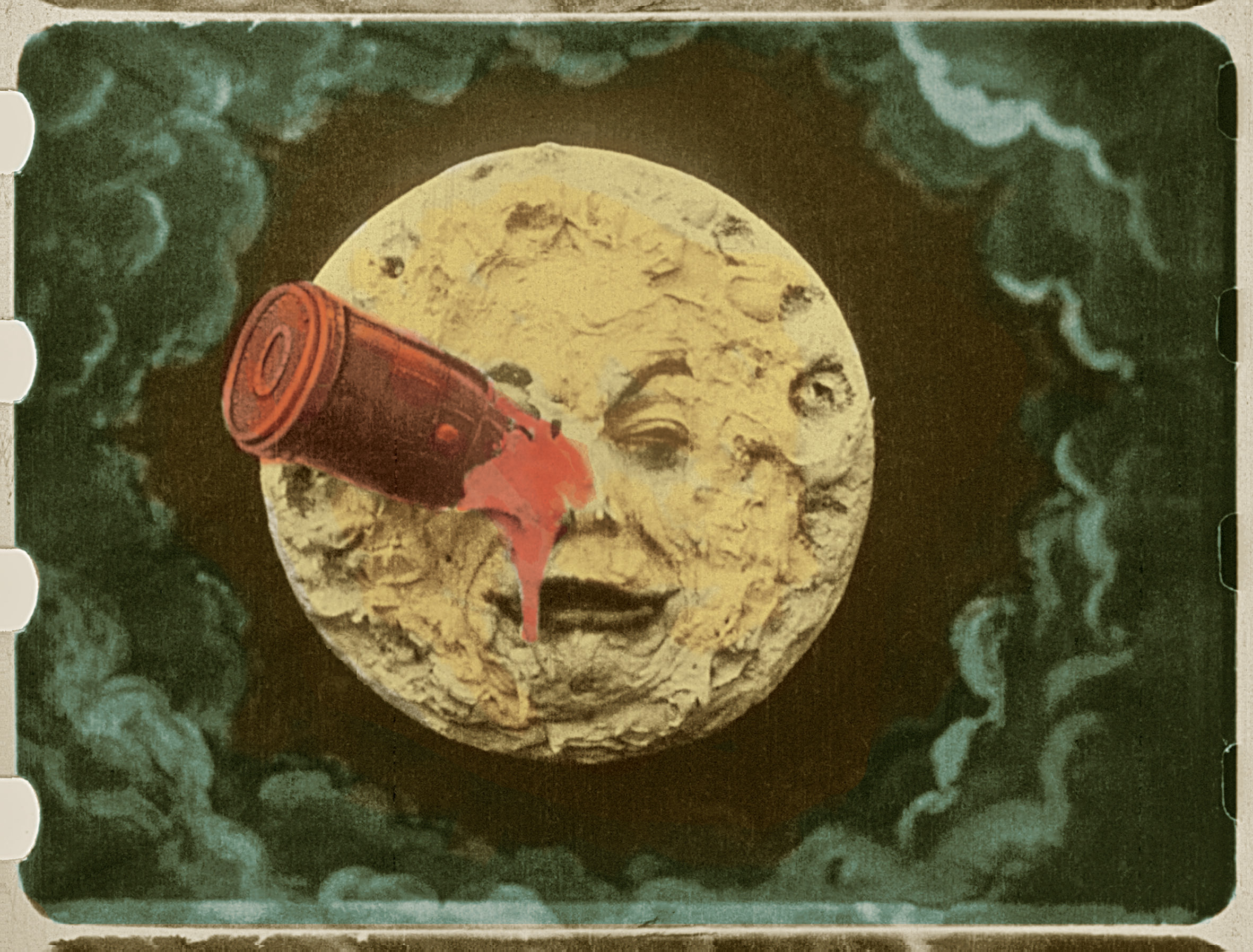
La imagen icónica del hombre en la luna coloreada

La imagen de la cara de la Luna ha sido imitada muchas veces en la cultura popular, en dos vídeos musicales, por ejemplo, en el video de The Smashing Pumpkins de la canción "Tonight, Tonight".
En el último capítulo de la miniserie norteamericana para televisión De la Tierra a la Luna (1998) se recrea el rodaje de Viaje a la Luna (1902) paralelamente al desarrollo de la misión de la NASA Apolo 17, última vez hasta el momento en que el hombre pisó este satélite. Tom Hanks, quien hace de narrador, interpreta a un ayudante de Meliés, quien es interpretado por el actor francés de origen turco Tchéky Karyo.
La imagen de la cara de la luna con la nave clavada en uno de sus ojos es homenajeada en el segundo capítulo de la primera temporada de la serie de televisión Futurama. Los protagonistas de la serie visitan la luna, convertida en un parque de atracciones, y Bender clava una botella en el ojo de la mascota del parque, que tiene por cabeza precisamente la luna con cara de la película de Méliès.
El dúo francés de música electrónica Air, homenajea al film titulando del mismo modo que la película a su disco editado en 2012. La portada del álbum recrea a la luna con su ojo dañado.
La banda inglesa de rock, Queen, basa la película en el videoclip de la canción «Heaven for Everyone», perteneciente al disco Made in Heaven, donde se pueden ver escenas del rodaje a lo largo del tema junto a imágenes difusas y discretas de Freddie Mercury.
La película de Scorsese, La invención de Hugo (2011), hace referencia clara a la imagen de la luna herida, hacia el final se muestra el metraje íntegro, y hasta se relata y dramatiza en parte como se rodó esta película en el aquel momento, entre otros homenajes al director de la misma.

## Recepción

### Recepción en el estreno de la película
Méliès, a diferencia de lo que hicieron Carlos Pathé y otros de sus rivales, vendió las copias de sus películas en lugar de alquilarlas. A partir de 1909 Méliès ya solo pudo alquilarlas puesto que tras el segundo Congreso de Fabricantes de Películas, puesto que este sistema resulta más rentable para los grandes productores pero fue muy negativo para productores independientes como Méliès. Según sus memorias, las primeras intentonas de venta de la película a los exhibidores franceses resultaron fallidas debido al inusual elevado precio de la película. Méliès ofreció dejar que uno de esos exhibidores prestara una copia de la película para proyectarla gratis. El elogio en sus primeras proyecciones provocó que las ferias se llenasen hasta la medianoche. Los exhibidores adquirieron la película y acabaron compensando. La película fue un destacado éxito en Francia, siendo proyectada ininterrumpidamente durante varios meses en el Olympia de París.
Méliès no se benefició del éxito de la película en Estados Unidos sino que lo hicieron Lubin, Selig o Edison, entre otros. Algunos ciudades donde tuvo gran éxito fueron New York City, Washington D. C., Cleveland, Detroit, New Orleans o Kansas City. También lo tendría en Alemania,España, Canadá e Italia. Méliès poseyó agencias comerciales para promocionar la película en otros países, lo que motivó el éxito internacional.
Viaje a la luna fue el primer gran éxito mundial del cine y uno de los mayores éxitos de los primeros años del siglo XX. El propio Méliès afirmó en sus últimos años de vida que no era su mejor película, su favorita fue la desaparecida La Civilisation à travers les âges. Sin embargo, el director reconoció que es su obra maestra al tratarse de la primera película de este tipo en la historia.

### Recepción contemporánea de la película
Tanto la crítica y público contemporánea valora positivamente la película, a pesar de la notable evolución de este medio artístico desde entonces. Los descendientes de Méliès, en busca de mantener vigente el legado del parisino, proyectaron durante el siglo XXI en distintos lugares del mundo, destacando los países hispanoamericanos con afluencias de 2000 a 4000 personas en ocasiones.  Además posee valoraciones muy positivas por el público en web como AlloCiné, IMDb o FilmAffinity.
La crítica contemporánea suele tener en cuenta el momento de su estreno, ya que tantos los efectos como la narrativa del momento eran menos avanzadas que las del siglo XXI. La película apareció en varias listas de críticos, Andrew J. Rausch la califica como uno de los 32 momentos más importantes de la historia del cine, se incluye entre las 1001 películas que hay que ver antes de morir, obtener un 100% de reseñas positivas en Rotten Tomatoes u ocupar el puesto 84 entre las mejores películas del siglo XX según The Village Voice y el 178 en las mejores películas de la historia según Sight and Sound.

### Licencias físicas
Tanto la novela como la película tiene errores físicos con respecto al lanzamiento del cañón. Uno de ellos se encuentra en la velocidad del cañón, ya que éste podía acelerar a los científicos hasta 3 km/s, siendo necesaria una velocidad de, al menos 11 km/s para salir de la esfera terrestre. Por otro lado, la fuerza g que deben soportar los científicos es de, al menos 60 veces superior al límite que puede soportar un ser humano. Sadoul explica que en la película hay muestras de una fantasía desenfrenada, eliminando así, cualquier tipo de rigor científico. Así pues nos encontramos con momentos que reflejan esto tales como la escena inicial donde los científicos llevan vestidos estrellados y sombreros puntiagudos, evocando a Merlín el encantador y a Nostradamus.

## Importancia
Tanto George Saudol como Andrew J. Rausch afirman que la película supuso el triunfo de la puesta en escena sobre el plenairismo de los hermanos Lumiere. El director Michel Hazanavicius afirma que uno de los motivos por el que Méliès superó el éxito de los inventores del cinematógrafo está en que Méliès consiguió crear una imagen icónica con la escena del cohete impactando en el ojo de la luna. Su repercusión ya era analizada en 1903 cuando las palabras que encabezaron su catálogo en Estados Unidos exponían: "George Méliès ha sido la primera persona que ha realizado películas cinematográficas con escenas artificialmente preparadas y mediante esta innovaciónha dado nueva vida a un comercio agonizante. Ha sido también el creador de películas con temas fantásticos o mágicos y sus obras han sido imitadas sin éxito en otros países.
El éxito comercial, tanto en Francia como en Estados Unidos, demostró la preferencia del público por la ficción frente a las fotografía animadas de los Lumiere, que derivarían en el documental. Esta tedencia fue iniciada por la Escuela de Brighton. El académico  define la película como los 32 momentos más cruciales de las historia del cine También sirvió de influencia a cineastas posteriores como es el caso de D.W. Griffith, Edwin S. Porter o Charles Chaplin, este último le apodaría como "El alquimista de la luz". también abrió la puerta a maestros del trucaje como Segundo de Chomón o Gastón Velle para crear un cine fantasmagórico.
George Mèlies fue uno de los principales creadores de algunos trucos cinematográficos en el cine, destacando el de truco de parada o de sustitución. Si bien durante muchos años esos mismos trucos fueron desarrollados y mejorados durante varias décadas después de su estreno, en la actualidad ya apenas se utilizan con la llegada del CGI  y los efectos por ordenador. Con esta película empezaría el periodo de máximo esplendor del cineasta que terminaría en 1908, si bien hay autores, como Román Gubern, que citan el comienzo de su declive en 1906. Esta obra aglutinó todos los que había desarrollado Mèlies es, por ello, que sigue siendo material de análisis para cineastas y estudiantes audiovisuales.
El crítico Manuel Villegas López lo define como el primer gran artista del cine que, tras el llamo "Golpe de Estado de Pathé", no comprendió que se convertiría en industria y comercio, el arte del siglo XX en la época de la industria y las máquinas. Ante este tipo de análisis el propio Méliès respondió: "Caballero, ha sido un gran elogio. Si ustedes, los comerciantes, no tuvieran artistas que crearan y actuaran, me pregunto qué iban a vender".

## Redescubrimiento
Copia en blanco y negro
Después de las dificultades financieras y el declive de Méliès, la mayoría de las copias de sus impresiones se perdieron. En 1917, sus oficinas fueron ocupadas por el ejército francés, que fundió muchas de las películas de Méliès para reunir los rastros de plata del material de la película y hacer tacones de botas con el celuloide. Cuando el Teatro de Robert Houdin fue demolido en 1923 tras no poder hacer frente al préstamo de Charles Pathé que le concedió en 1911, las impresiones guardadas allí se vendieron por peso a un vendedor de películas de segunda mano. Finalmente, en ese mismo año, Méliès tuvo un momento de ira y quemó todos sus negativos restantes en su jardín en Montreuil, hecho del que se arrepintió en sus últimos años de vida. En 1925, comenzó a vender juguetes y dulces desde un puesto en la Gare Montparnasse en París. Viaje a la luna fue en gran parte olvidado por la historia y no se vio durante años.
Gracias a los esfuerzos de los devotos de la historia del cine, especialmente René Clair (quien asistió, junto a Alberto Cavalcanti, al funeral de Méliès en 1938), Jean-George Auriol y Paul Gilson, Méliès y su trabajo fueron redescubiertos a fines de la década de 1920. Se celebró una "Gala Méliès" en la Salle Pleyel de París el 16 de diciembre de 1929 en celebración del cineasta, y fue galardonado con la Legión de Honor en 1931. Durante este renacimiento de interés en Méliès, el director de cine Jean Mauclaire y el primer experimentador cinematográfico Jean Acme LeRoy se propusieron de forma independiente para localizar una impresión sobreviviente de Un viaje a la luna. Mauclaire obtuvo una copia de París en octubre de 1929, y LeRoy encontró una de Londres en 1930, aunque ambas impresiones estaban incompletas; Mauclaire carecía de la primera y la última escena, y a LeRoy's le faltaba toda la secuencia final con el desfile y la estatua conmemorativa. Estas impresiones ocasionalmente se proyectaron en retrospectivas (incluida la Gala Méliès), proyecciones de cine de vanguardia y otras ocasiones especiales, a veces en presentaciones del propio Méliès.
Después de la muerte de LeRoy en 1932, su colección de películas fue comprada por el Museo de Arte Moderno en 1936. La adquisición del museo y las proyecciones posteriores de A Trip to the Moon, bajo la dirección de la curadora de películas del MoMA, Iris Barry, abrieron la película una vez más para una amplia audiencia de estadounidenses y canadienses y lo estableció definitivamente como un hito en la historia del cine. La impresión incompleta de LeRoy se convirtió en la versión más vista de la película y la impresión original de la mayoría de las otras copias, incluida la impresión de la Cinemateca Francesa. Una versión completa de la película, incluida toda la secuencia de celebración, fue finalmente reconstruida en 1997 a partir de varias fuentes por la Cinémathèque Méliès, una fundación creada por la familia Méliès.
Copia coloreada a mano
No se sabía que las impresiones coloreadas a mano de Viaje a la luna sobrevivieran hasta 1993, cuando una donante anónimo la entregó a la Filmoteca de Cataluña como parte de una colección de doscientas películas mudas. Se desconoce si esta versión, una impresión coloreada a mano de un negativo de segunda generación, fue coloreada por el laboratorio de Elisabeth Thuillier, pero las perforaciones utilizadas implican que la copia se hizo antes de 1906. La bandera ondeó durante la escena de lanzamiento en esta copia. está coloreado para parecerse a la bandera de España, lo que indica que la copia coloreada a mano fue hecha para un expositor español.
En 1999, Anton Giménez, de la Filmoteca de Cataluña, mencionó la existencia de esta impresión, que creía que estaba en un estado de descomposición total, a Serge Bromberg y Eric Lange, de la compañía cinematográfica francesa Lobster Films. Bromberg y Lange ofrecieron cambiar una película recientemente redescubierta de Segundo de Chomón por la impresión coloreada a mano, y Giménez aceptó. Bromberg y Lange consultaron a varios laboratorios especializados en un intento de restaurar la película, pero debido a que el carrete de la película aparentemente se había descompuesto en una masa rígida, ninguno creía que la restauración fuera posible. En consecuencia, Bromberg y Lange se pusieron a trabajar separando los fotogramas de la película, descubriendo que solo los bordes del material de la película se habían descompuesto y congelado, y por lo tanto, muchos de los fotogramas aún eran recuperables. Entre 2002 y 2005, varios esfuerzos de digitalización permitieron guardar 13.375 fragmentos de imágenes de la impresión. En 2010, Lobster Films, la Fundación Groupama Gan para el cine y la Fundación Technicolor para el patrimonio cinematográfico lanzaron una restauración completa de la impresión coloreada a mano.] Los fragmentos digitalizados de la impresión coloreada a mano fueron reensamblados y restaurados, con marcos faltantes recreados con la ayuda de una impresión en blanco y negro en poder de la familia Méliès, y convertidos en tiempo para correr a una auténtica velocidad de película muda , 14 Fotogramas por segundo. La restauración se completó en 2011 en los laboratorios de Technicolor en Los Ángeles. Los costos de restauración fueron de 1 millón de dólares.
La versión restaurada se estrenó el 11 de mayo de 2011, dieciocho años después de su descubrimiento y 109 años después de su lanzamiento original, en el Festival Internacional de Cine de Cannes de 2011, con una nueva banda sonora de la banda francesa Air. La restauración fue lanzada por Flicker Alley en una edición de 2 discos Blu-ray y DVD que también incluye El viaje extraordinario, un documental de larga duración de Bromberg y Lange sobre la restauración de la película, en 2012. En The New York Times, A. O. Scott calificó la restauración como "seguramente un punto culminante cinematográfico del año, tal vez del siglo".